# Усманское сельское поселение
Усма́нское се́льское поселе́ние — упразднённое муниципальное образование в Чебулинском районе Кемеровской области. Административный центр — село Усманка.

## История
Усманское сельское поселение образовано 17 декабря 2004 года в соответствии с Законом Кемеровской области № 104-ОЗ.

## Население
| 2010  | 2011  | 2012  | 2013  | 2014  | 2015  | 2016  |
| ----- | ----- | ----- | ----- | ----- | ----- | ----- |
| 1559  | ↘1553 | ↘1495 | ↘1457 | ↘1393 | ↘1366 | ↘1318 |
| 2017  | 2018  | 2019  |       |       |       |       |
| ↘1290 | ↘1267 | ↘1244 |       |       |       |       |

## Состав сельского поселения
| № | Населённый пункт | Тип населённого пункта       | Население |
| - | ---------------- | ---------------------------- | --------- |
| 1 | Боровой          | посёлок                      | 98        |
| 2 | Мурюк            | посёлок                      | 13        |
| 3 | Николаевка       | село                         | 676       |
| 4 | Усманка          | село, административный центр | 772       |

Также на территории сельского поселения находилась деревня Алексеевка.

## Экономика
Усманка. СПК «Сибирячка»